# Jorge Brovetto
Jorge Brovetto Cruz (né le 14 février 1933 à Montevideo et mort le 8 juin 2019 dans la même ville) est un homme politique uruguayen, président du Front large, la coalition de gauche au pouvoir en Uruguay. 
Ingénieur en génie chimique, il est ministre de l'Éducation et de la Culture du gouvernement Vázquez (2005-2008).

## Biographie

### Études
Jorge Brovetto étudie à la faculté de chimie de l'université de la République de Montevideo, ainsi qu'à l'Istituto Superiore di Sanità (it) et à l'université catholique du Sacré-Cœur en Italie en 1965, travaillant dans la biophysique-chimie enzymatique. Entre 1968 et 1970, il travaille au laboratoire de recherche sur les hormones aux États-Unis, ainsi qu'à l'université de Californie. Il retourne alors en Uruguay, devenant professeur de biochimie à l'Université de la République. Après le retour de la démocratie dans les années 1980, il devient vice-recteur de l'université entre 1986 et 1989, puis recteur de 1989 à 1998, succédant à Samuel Lichtensztejn (puis remplacé par Rafael Guarga). Il a alors comme conseiller personnel Héctor Lescano, qui devint Ministre du Tourisme en 2005.
Jorge Brovetto est par ailleurs docteur honoris causa de l'université fédérale du Paraná (1999) ainsi que de l'université nationale du Littoral (Argentine), et nommé par l'Unesco et la République tchèque pour ses travaux académiques.

### Activités politiques
Jorge Brovetto est jusqu'en 2004 vice-président du Front large, succédant l'année d'après à Tabaré Vázquez à sa présidence. Il est alors nommé ministre de l'Education par Vázquez, poste qu'il cumule avec la direction du Front large. Fin 2007, il présente sa démission de la présidence du Front large, initiant un processus long et complexe pour désigner son successeur. Par ailleurs, il est remplacé en mars 2008 par María Simón au ministère de l'Éducation.